# Atome
Atome é uma vila e comuna angolana que se localiza na província de Cuanza Sul, pertencente ao município de Cassongue.